# Саммит (фильм, 1968)
«Саммит» (англ. Summit) — кинофильм режиссёра Джорджо Бонтемпи, вышедший на экраны в 1968 году. Лента принимала участие в основной конкурсной программе Венецианского кинофестиваля, а также получила номинацию на премию «Серебряная лента» за лучшую музыку к фильму.

## Сюжет
Итальянский политический журналист Паоло внимательно следит за развитием ситуации в мире и по заданию своей парижской газеты посещает саммиты в различных странах мира. На это непростое время приходится кризис его личной жизни: он понимает, что влюблён в девушку по имени Анни, с которой они расстались некоторое время назад, и предпринимает попытку вернуть её. Проблема, однако, состоит в том, что Анни встречается с немецким студентом Ульрихом и не может выбрать кого-то одного из своих возлюбленных. В одном из порывов она принимает приглашение Паоло прокатиться до Стамбула и пускается в путешествие по Европе, чтобы отдохнуть. Впрочем, этот план срывается: журналист следует своим профессиональным интересам, и вскоре они оказываются в Берлине и даже за «железным занавесом» в Варшаве...

## В ролях
- Джан Мария Волонте — Паоло
- Мирей Дарк — Анни
- Ольга Жорж-Пико — соседка Анни
- Джампьеро Альбертини — Берто
- Эрика Бланк — Ольга
- Карло де Мейо — Ульрих
- Антоньетта Фиорито